# Níkosz Kavadíasz
Níkosz Kavadíasz (Νίκος Καββαδίας, Nyikolszk-Usszurijszkij, 1910. január 11. – Athén, 1975. február 10.) görög tengerész, író, költő. Műveiben tengerészélete, világ körüli kalandjai a korlátok közül való kitörés metaforáivá váltak. Legtöbb kritikusa szimbolista költőnek tartja; sematikusan az úgynevezett harmincas generációba sorolható.
Simon Darragh méltatása szerint Kavadíasz nem egy tengerész volt, aki időnként verselt, se nem egy költő, aki időnként hajózott; számára a hajósmesterség és a költői hivatás elválaszthatatlan volt egymástól.

## Életpályája

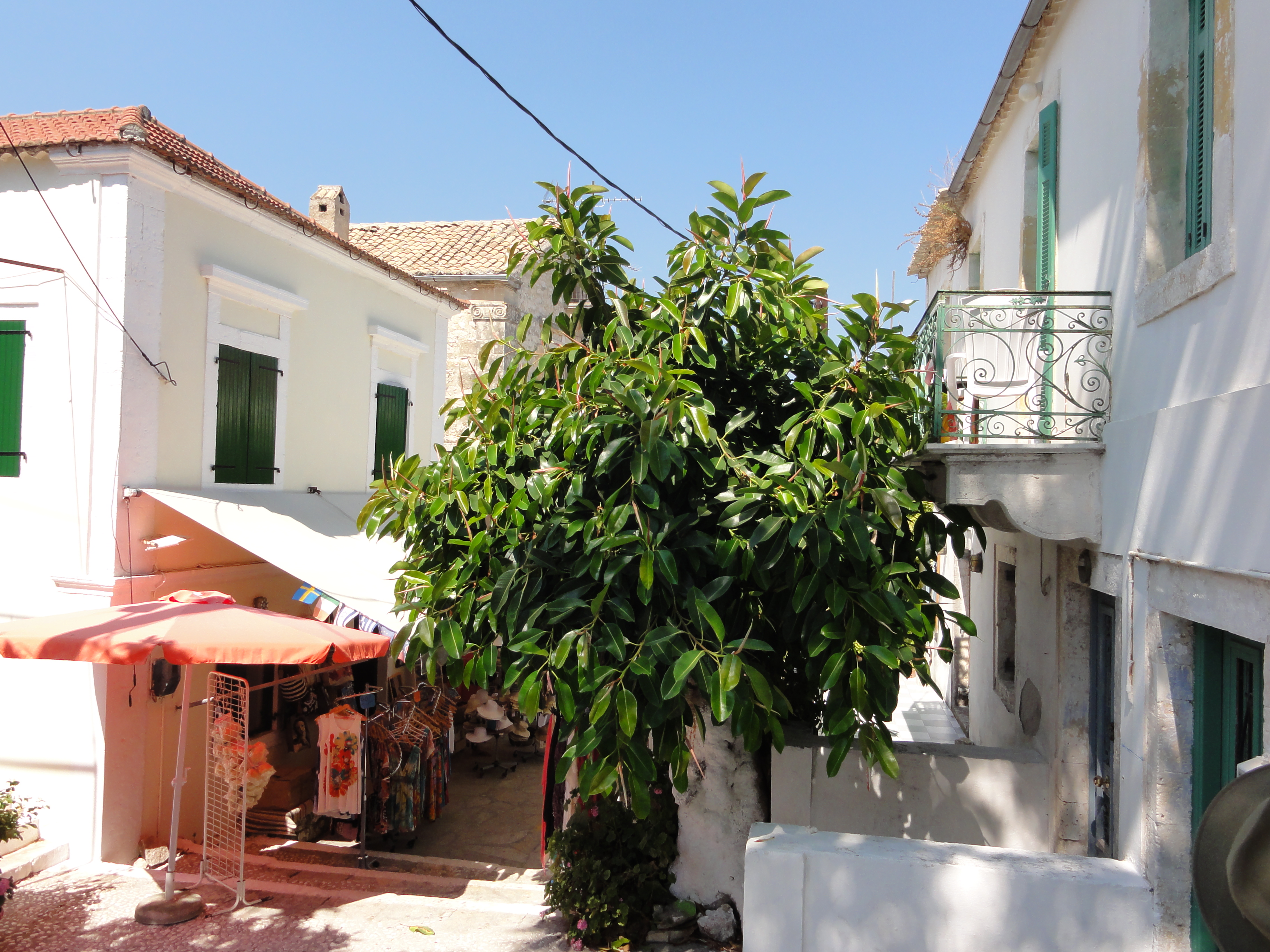
Az egykori családi ház Fiszkárdóban (jobbra)

Níkosz Kavadíasz 1910-ben született Mandzsúriában, Usszurijszk városában, ahol szülei, a kefaloniái származású Harílaosz Kavadíasz és Dorothéa Angelátu egy import-export vállalkozást vezettek. Az első világháború kitörésekor a család visszaköltözött Görögországba, és a kefaloniái Fiszkárdóban, majd 1921-től Pireuszban éltek. A háború után Harílaosz visszatért Usszurijszkba, de pénzügyileg tönkrement, és nincstelenül, megbetegedve tért haza. Níkosz 1928-ban orvosi szakra felvételizett, de apja ekkor már annyira beteg volt, hogy inkább lemondott tanulmányairól és munkába állt, hogy eltartsa családját. Egy évvel később, apja halála után belépett a kereskedelmi flottába, 1939-ben pedig rádióstisztté léptették elő. A második világháború alatt Albániában harcolt, utána a német megszállás alatti Athénben maradt és az ellenállás tagja volt. 1944-ben ismét tengerre szállt, és egészen 1974-ig hajózott. Athénben hunyt el agyvérzésben, annak ellenére, hogy mindig azt remélte, hogy a tengeren fog meghalni (bár szárazföldön bekövetkező halálát már sokkal korábban megjósolta a fájdalmas Mal du départ című versében).

## Munkássága

### Költészet
Pétrosz Valhálasz álnév alatt már az 1920-as években is írt verseket. Első verseskötete, a Marabu (Μαραμπού) 1933-ban jelent meg; ezt követte 1947-ben a Púszi (Πούσι, Köd), 1975-ben pedig a Travérszo (Τραβέρσο, Negyedszél). Görögországban ma is mindhárom kötet nyomtatásban van, rámutatva a költő népszerűségére. Míg korai versei optimisták, időskori költeményei inkább keserűek és cinikusak.
Művei folyamatosan – nem egyszer nyugtalanul – mozognak a „komoly” és „naiv” költészet között; míg egyes versei tudatosan Szeférisz és Kaváfisz hagyományában íródtak, mások naivan egyszerűek. Költeményeinek témája a tengeri élet, az utazás, hajózás, de ez a téma nem hősi balladák vagy érdes matróznóták formájában jelenik meg; Kavadíasz művei őszinték, mivel arról írt, amit jól ismert: hajók és tenger, ezek történelme és mitológiája, továbbá a hajózás váratlan szépségei és örömei, melyeket a legénység tagjai közül igen kevesen vettek észre. Még az igen egyszerű versei is tele vannak tengerészeti kifejezésekkel, fogalmakkal, ám ezek nem riasztják el az olvasót; sokkal inkább ezek tették Kavadíaszt népszerűvé a hajózást jól ismerő görögök között. Számos versét megzenésítették (Thánosz Mikrúcikosz egy egész zenealbumot készített Kavadíasz szövegeire – Sztavrósz tu Nótu, 1979), akár népies, akár metálszámok formájában, ismertté téve költészetét a széles rétegek számára. Ennek ellenére Kavadíasz nem volt egy „tengeri Bob Dylan” (bár nyelvezete hasonló); sokkal inkább egy visszahúzódó, a világtól félrevonult ember.
Verseinek túlnyomó része négysoros, rímelő szakaszokból áll (egyik a nagyon kevés rímtelen vers közül az O Pilótosz Nagel), soraik hexameterek. Sok költeményben a névmások és az igeidők kétértelműek vagy pedig váltakoznak, nosztalgikus és ugyanakkor élénk képeket idézve. Egy szembetűnő jellemző, hogy az idegen városok, országok, hajók nevei latin betűkkel szerepelnek a görög szövegben (nem pedig átírva), egzotikus jelleget kölcsönözve az írásnak. Számos vers címe idegen hely, személy, vagy fogalom neve (Kuro Siwo, Mal du départ, Marco Polo, Armida, Cambay's Water stb).

### Próza
Önéletrajzi írása az 1954-ben megjelent Várdia (Βάρδια, Őrség), melynek főszereplője Níkosz rádióstiszt. A tudatfolyam-regény nagy részét az egyszerre cinikus és érzékeny Níkosz és az első tiszt beszélgetései teszik ki éjszakai őrségeik alatt, melyek során a kereskedelmi flottában történt kalandjaikat elevenítik fel. Ezen felül Kavadíasz több novellát is írt: Li (Λί), mely a hongkongi kikötőben játszódó gyengéd történet (1995-ben megfilmesítették Between the Devil and the Deep Blue Sea címmel), továbbá albán háborús élményeit feldolgozó Tu Polému (Του Πολέμου, Háborúban) és Szt'álogó mu (Στ'άλογό μου, A lovamon).

## Külső hivatkozások
- Néhány verse görög eredetiben. sansimera.gr. (Hozzáférés: 2021. április 16.)
- Néhány verse angol fordításban. erevos.com. (Hozzáférés: 2021. április 16.)